# ماهرة خان
ماهرة حفيظ خان (بالإنجليزية: Mahira Khan)‏ ممثلة وعارضة أزياء باكستانية في بوليوود، ولدت في 21 ديسمبر 1982 في كراتشي في باكستان.
عرفت في مجموعة متنوعه من الادوار الجيدة في أفلام ومسلسلات، حصلت على جائزة الاعلام الدولية الباكستانية واثنين من الجوائز الدولية الهامة في مجال التطوع الإنساني والعالمي. تعد ماهيرا من أشهر الممثلات الباكستانيات في العالم. ظهرت على الشاشة لأول مرة عام 2011 في الفيلم bol الذي يعد من أكبر وأضخم انتاجات السينما الباكستانية والأكثر ايرادا على مر العصور وحصلت قدر كبير واهتمام من خلال هذه المسلسلات humsafar 2011 و 2012 nyeeatt و sher_e_ zaat الذي حصلت بفضله على لقب أجمل النساء في باكستان.
بالإضافة إلى التمثيل والعمل الفني عملت ماهيرا كناشطة في مجال العمل الإنساني داخل وخارج باكستان كما حصلت على شهرة كبيرة في بوليوود. أهم أعمالها كان فيلم ريس عملت مع شاروخان لكن بسبب العدوات بين الهند وباكستان لم تتنمكن ماهرة من إكمال سيرها في بوليوود. بوجا هيجدي

## وصلات خارجية
- ماهرة خان على موقع IMDb (الإنجليزية)
- ماهرة خان على موقع قاعدة بيانات الفيلم (الإنجليزية)